# Inglange
Inglange é uma comuna francesa na região administrativa de Grande Leste, no departamento de Mosela. Estende-se por uma área de 5,72 km². Em 2010 a comuna tinha 462 habitantes (densidade: 80,8 hab./km²).